# Manorina flavigula
Manorina flavigula là một loài chim trong họ Meliphagidae.